# بير بابا
سيد علي الترمذي ( (بالبشتوية: سيد علي ترمذي)‏، المعروف أكثر باسم بير بابا  كان السيد نقفيًا وصوفيًا استقر في بونر ( خيبر بختونخوا حاليًا باكستان ) بين اليوسفزي البشتون.
النسب الشريف ھو من الاولاد الامير الكبير الشريف السيد على همدانى الى ابن امام الشريف السيد حسين اصغر ابن امام على زين العابدين عليه السلام ابن امام الشهيد حسين عليه السلام
من المحتمل أن يكون قد ولد عام 908 هـ (1502 م) في فرغانة ( أوزبكستان الحالية) يُقال أنه من أصل هاشمي، وتوفي عام 991 هـ (1583 م). حيث كان من أنصار الإمبراطور المغولي بابار، وكان معارضًا لبايزيد بير روشان.
يُزعم أن بير بابا هو ابن سيد قمر علي، الذي كان في جيش الإمبراطور بابور ونزل إلى دلهي كحاكم للولاية الهندية. كانت والدته من أصل أوزبكي. كان بابا أكثر ميلًا نحو الدراسات الإسلامية.  من المفترض أن بابا تزوج من أخت دولت خان يوسفزاي ؛ بشتوني محترم من بونر.
كان لديه ابنان هما: السيد حبيب الله شاه ، السيد مصطفى شاه. 
أنور باغ باغي، سليل بير بابا في جيله الثاني عشر، كتب الأخبار لأنه "كان يستطيع القراءة حتى الصف الخامس فقط، لكنه كتب أكثر من 50 كتابًا حول مجموعة متنوعة من الموضوعات".  كان شوداجو بابا جي أيضًا أحد أحفاده.  يُعرف أحفاده أيضًا باسم ترمزي سيد .

## ضريح (مزار)
يقع ضريح بابا وضريحه في قرية باشا كيلاي في منطقة بونر الجبلية في خيبر بختونخوا الحالية.
تم إغلاق الضريح من قبل طالبان مؤقتًا.

## أورس مبارك
يتم الاحتفال بـ عرس أو الحج السنوي لبير بابا من 24 إلى 26 رجب من التقويم الإسلامي كل عام لدى مريديه.  